# Monção (Portugal)
Monção é uma vila raiana portuguesa localizada na sub-região do Alto Minho, pertencendo à região do Norte e ao Distrito de Viana do Castelo. 
É sede do Município de Monção que tem uma área urbana de 8,68 km2, num total de 211,31 km2, subdivido em 24 freguesias, e 17.818 habitantes em 2021 e uma densidade populacional de 84 habitantes por km2.
O município é limitado a norte pela região espanhola da Galiza, a leste pelo município de Melgaço, a sul por Arcos de Valdevez, a sudoeste por Paredes de Coura e a oeste por Valença.
O ponto mais alto do município localiza-se em Santo António de Val de Poldros, a 1114 metros de altitude. 
Está localizado a dois quilómetros do município galego de Salvaterra do Minho, ao qual está ligado por uma ponte sobre o rio Minho.

## História
Monção teve carta de foral de D. Afonso III datada de 12 de Março de 1261. 
Tornou-se célebre no decurso das guerras fernandinas, devido à enérgica acção de Deu-la-deu Martins, esposa do alcaide local, que conseguiu pôr fim ao cerco que os castelhanos lhe impuseram, atirando-lhes com os seus últimos víveres. É esse o motivo pelo qual ainda hoje aparece, nas armas desta vila, uma mulher a meio corpo, em cima de uma torre, brandindo com um pão em cada uma das mãos; à sua volta surge, numa bordadura, a divisa da vila, corruptela do nome da heroína: «Deus o deu, Deus o há dado».

## Toponímia
De acordo com o linguista José Pedro Machado, o nome «Monção» provém do étimo latino montianus, que significa «montanheiro; montanhoso; da montanha».
Porém, de acordo com outros autores, como C. Clark e Dorothy Quillinan, o nome provém do nome latino medieval Mons Sanctum, que significa «Monte Santo», e que, por seu turno, seria uma tradução do antigo nome do povoado, Orosion, o qual teria sido usado pelos gregos e mais tarde os suevos.
Até janeiro de 1935, Monção era conhecida como Monsão.

## Freguesias

Freguesias de Monção

O município de Monção está dividido em 24 freguesias:
| - Abedim - Anhões e Luzio - Barbeita - Barroças e Taias - Bela - Cambeses - Ceivães e Badim - Lara - Longos Vales - Mazedo e Cortes - Merufe - Messegães, Valadares e Sá | - Monção e Troviscoso - Moreira - Pias - Pinheiros - Podame - Portela - Riba de Mouro - Sago, Lordelo e Parada - Segude - Tangil - Troporiz e Lapela - Trute |

## Património
- Castro de São Caetano, castro da Idade do Ferro, localizado no lugar de Outeiro, freguesia de Longos Vales.
- Castelo de Monção.
- Palácio da Brejoeira.
- Igreja de Valadares.
- Igreja de Longos Vales
- Igreja de Ceivães
- Termas de Monção
- Torre de Lapela
- Ponte da Barbeita
- Cine-Teatro João Verde
- Casa-Museu de Monção (Universidade do Minho)
- Museu do Alvarinho

## Evolução da população do município
★ Os Recenseamentos Gerais da população portuguesa tiveram lugar a partir de 1864, regendo-se pelas orientações do Congresso Internacional de Estatística de Bruxelas de 1853. Encontram-se disponíveis para consulta no site do Instituto Nacional de Estatística (INE). 

| Número de habitantes | Número de habitantes | Número de habitantes | Número de habitantes | Número de habitantes | Número de habitantes | Número de habitantes | Número de habitantes | Número de habitantes | Número de habitantes | Número de habitantes | Número de habitantes | Número de habitantes | Número de habitantes | Número de habitantes | Número de habitantes |
| -------------------- | -------------------- | -------------------- | -------------------- | -------------------- | -------------------- | -------------------- | -------------------- | -------------------- | -------------------- | -------------------- | -------------------- | -------------------- | -------------------- | -------------------- | -------------------- |
| 1864                 | 1878                 | 1890                 | 1900                 | 1911                 | 1920                 | 1930                 | 1940                 | 1950                 | 1960                 | 1970                 | 1981                 | 1991                 | 2001                 | 2011                 | 2021                 |
| 22 297               | 24 337               | 24 857               | 24 077               | 26 800               | 25 448               | 24 585               | 27 566               | 28 040               | 27 393               | 24 600               | 23 799               | 21 799               | 19 956               | 19 230               | 17 818               |

(Obs.: Número de habitantes "residentes", ou seja, que tinham a residência oficial neste município à data em que os censos  se realizaram.)	
| Número de habitantes por grupo etário | Número de habitantes por grupo etário | Número de habitantes por grupo etário | Número de habitantes por grupo etário | Número de habitantes por grupo etário | Número de habitantes por grupo etário | Número de habitantes por grupo etário | Número de habitantes por grupo etário | Número de habitantes por grupo etário | Número de habitantes por grupo etário | Número de habitantes por grupo etário | Número de habitantes por grupo etário | Número de habitantes por grupo etário | Número de habitantes por grupo etário |
| ------------------------------------- | ------------------------------------- | ------------------------------------- | ------------------------------------- | ------------------------------------- | ------------------------------------- | ------------------------------------- | ------------------------------------- | ------------------------------------- | ------------------------------------- | ------------------------------------- | ------------------------------------- | ------------------------------------- | ------------------------------------- |
|                                       | 1900                                  | 1911                                  | 1920                                  | 1930                                  | 1940                                  | 1950                                  | 1960                                  | 1970                                  | 1981                                  | 1991                                  | 2001                                  | 2011                                  | 2021                                  |
| 0-14 Anos                             | 7 909                                 | 8 290                                 | 7 865                                 | 7 805                                 | 8 448                                 | 8 231                                 | 8 415                                 | 6 695                                 | 5 803                                 | 3 937                                 | 2 375                                 | 2 081                                 | 1 718                                 |
| 15-24 Anos                            | 4 030                                 | 4 602                                 | 4 243                                 | 4 161                                 | 4 528                                 | 4 656                                 | 3 976                                 | 3 905                                 | 3 898                                 | 2 986                                 | 2 670                                 | 1 761                                 | 1 415                                 |
| 25-64 Anos                            | 11 297                                | 11 589                                | 10 709                                | 10 801                                | 11 798                                | 12 521                                | 12 127                                | 11 060                                | 10 424                                | 10 608                                | 9 904                                 | 9 970                                 | 8 609                                 |
| = ou > 65 Anos                        | 1 878                                 | 1 952                                 | 1 846                                 | 2 041                                 | 2 183                                 | 2 441                                 | 2 875                                 | 2 940                                 | 3 674                                 | 4 268                                 | 5 007                                 | 5 418                                 | 6 077                                 |

(Obs: De 1900 a 1950 os dados referem-se à população "de facto", ou seja, que estava presente no município à data em que os censos se realizaram. Daí que se registem algumas diferenças relativamente à designada população residente)

## Clima
Monção possui um clima mediterrânico do tipo Csa mas na fronteira com Csb, ou seja, com verões quentes mas que não difere muito da versão de verões amenos. Dias com mais de 30 ºC ocorrem com alguma frequência, cerca de 40 por ano em média, e os verões são mais secos que o resto das estações, mas menos que no resto de Portugal. Os invernos são relativamente frios e chuvosos, sendo que dias abaixo de 0 ºC ocorrem raramente, cerca de 8 por ano.
| Dados climatológicos para Monção                                    | Dados climatológicos para Monção | Dados climatológicos para Monção | Dados climatológicos para Monção | Dados climatológicos para Monção | Dados climatológicos para Monção | Dados climatológicos para Monção | Dados climatológicos para Monção | Dados climatológicos para Monção | Dados climatológicos para Monção | Dados climatológicos para Monção | Dados climatológicos para Monção | Dados climatológicos para Monção | Dados climatológicos para Monção |
| Mês                                                                 | Jan                              | Fev                              | Mar                              | Abr                              | Mai                              | Jun                              | Jul                              | Ago                              | Set                              | Out                              | Nov                              | Dez                              | Ano                              |
| ------------------------------------------------------------------- | -------------------------------- | -------------------------------- | -------------------------------- | -------------------------------- | -------------------------------- | -------------------------------- | -------------------------------- | -------------------------------- | -------------------------------- | -------------------------------- | -------------------------------- | -------------------------------- | -------------------------------- |
| Temperatura máxima média (°C)                                       | 12,8                             | 14,7                             | 17,4                             | 18,6                             | 21                               | 25,4                             | 28,7                             | 28,9                             | 26,2                             | 20,6                             | 16,1                             | 13,5                             | 20,3                             |
| Temperatura média (°C)                                              | 8,6                              | 10                               | 12                               | 13,2                             | 15,6                             | 19,3                             | 22                               | 22                               | 19,9                             | 15,7                             | 11,8                             | 9,7                              | 15                               |
| Temperatura mínima média (°C)                                       | 4,5                              | 5,4                              | 6,5                              | 7,8                              | 10,2                             | 13,1                             | 15,3                             | 14,9                             | 13,5                             | 10,7                             | 7,6                              | 6                                | 9,6                              |
| Precipitação (mm)                                                   | 147,8                            | 125,7                            | 83                               | 100,7                            | 98,3                             | 49,8                             | 21,9                             | 24                               | 73,2                             | 134,9                            | 136,3                            | 182,9                            | 1 178,5                          |
| Fonte: Instituto Português do Mar e da Atmosfera 13 de maio de 2020 |                                  |                                  |                                  |                                  |                                  |                                  |                                  |                                  |                                  |                                  |                                  |                                  |                                  |

## Personalidades
- Visconde de Monção
- Frederico Guilherme da Silva Pereira,  Ministro da Justiça e dos Negócios Eclesiásticos
- José Gomes Temporão, ex-Ministro da Saúde do Brasil.
- Joaquim Pimenta de Castro, presidente do Ministério
- José Rodrigues Vale, poeta conhecido pelo pseudónimo de João Verde.

## Política

### Eleições autárquicas[15]
| Data  | %       | V       | %      | V      | %       | V       | %            | V            | %              | V   | %              | V   | %              | V      | %   | V   | %       | V       | %   | V   | %  | V  | Participação |                |
| Data  | CDS-PP  | CDS-PP  | PS     | PS     | PPD/PSD | PPD/PSD | FEPU/APU/CDU | FEPU/APU/CDU | PPM            | PPM | PRD            | PRD | PS/CDS         | PS/CDS | PDC | PDC | CDS-PSD | CDS-PSD | IND | IND | CH | CH | Participação |                |
| ----- | ------- | ------- | ------ | ------ | ------- | ------- | ------------ | ------------ | -------------- | --- | -------------- | --- | -------------- | ------ | --- | --- | ------- | ------- | --- | --- | -- | -- | ------------ | -------------- |
| Data  | 1976    | 36,52   | 3      | 30,92  | 2       | 23,13   | 2            | 4,86         | -              |     |                |     |                |        |     |     |         |         |     |     |    |    |              | 56,15 / 100,00 |
| 1979  | 64,03   | 6       | 19,60  | 1      | 8,88    | -       | 3,80         | -            | 69,06 / 100,00 |     |                |     |                |        |     |     |         |         |     |     |    |    |              |                |
| 1982  | 43,53   | 4       | 25,76  | 2      | 21,48   | 1       | 2,11         | -            | 2,26           | -   | 68,76 / 100,00 |     |                |        |     |     |         |         |     |     |    |    |              |                |
| 1985  | 30,98   | 2       | 17,51  | 1      | 41,36   | 4       | 2,62         | -            | 1,63           | -   | 2,44           | -   | 67,93 / 100,00 |        |     |     |         |         |     |     |    |    |              |                |
| 1989  | 26,72   | 2       | 31,66  | 2      | 35,24   | 3       | 1,73         | -            | 1,40           | -   |                |     | 65,81 / 100,00 |        |     |     |         |         |     |     |    |    |              |                |
| 19901 | PS      | PS      | CDS-PP | CDS-PP | 25,30   | 4       | 2,90         | -            |                |     | 25,00          | 3   | 54,40 / 100,00 |        |     |     |         |         |     |     |    |    |              |                |
| 1993  | 24,68   | 2       | 25,70  | 2      | 43,49   | 3       | 2,26         | -            |                |     | 64,45 / 100,00 |     |                |        |     |     |         |         |     |     |    |    |              |                |
| 1997  | 9,99    | -       | 43,26  | 4      | 28,22   | 2       | 1,17         | -            | 14,07          | 1   | 65,84 / 100,00 |     |                |        |     |     |         |         |     |     |    |    |              |                |
| 2001  | PPD/PSD | PPD/PSD | 71,88  | 6      | CDS-PP  | CDS-PP  | 2,95         | -            |                |     | 20,81          | 1   | 59,86 / 100,00 |        |     |     |         |         |     |     |    |    |              |                |
| 2005  |         |         | 66,54  | 6      | 18,23   | 1       | 2,03         | -            |                |     | 8,51           | -   | 59,86 / 100,00 |        |     |     |         |         |     |     |    |    |              |                |
| 2009  | 68,37   | 6       | 20,89  | 1      | 2,10    | -       | 5,41         | -            | 55,69 / 100,00 |     |                |     |                |        |     |     |         |         |     |     |    |    |              |                |
| 2013  | 17,77   | 1       | 37,96  | 3      | 37,92   | 3       | 1,65         | -            |                |     | 59,20 / 100,00 |     |                |        |     |     |         |         |     |     |    |    |              |                |
| 2017  | 4,93    | -       | 43,00  | 3      | 47,01   | 4       | 1,04         | -            | 60,09 / 100,00 |     |                |     |                |        |     |     |         |         |     |     |    |    |              |                |
| 2021  | 1,76    | -       | 29,75  | 2      | 62,28   | 5       | 0,98         | -            | 1,76           | -   | 60,59 / 100,00 |     |                |        |     |     |         |         |     |     |    |    |              |                |

1 - Eleições Intercalares

### Eleições legislativas
| Data | %     | %     | %     | %    | %     | %     | %        | %     | %    | %     | %    | %   | %       | % | %  | %  |
| Data | CDS   | PSD   | PS    | PCP  | UDP   | AD    | APU/ CDU | FRS   | PRD  | PSN   | BE   | PAN | PSD CDS | L | CH | IL |
| ---- | ----- | ----- | ----- | ---- | ----- | ----- | -------- | ----- | ---- | ----- | ---- | --- | ------- | - | -- | -- |
| 1976 | 30,30 | 28,49 | 26,26 | 2,46 | 0,47  |       |          |       |      |       |      |     |         |   |    |    |
| 1979 | AD    | AD    | 25,82 | APU  | 0,64  | 58,84 | 4,06     |       |      |       |      |     |         |   |    |    |
| 1980 | AD    | AD    | FRS   | APU  | 0,54  | 65,33 | 4,34     | 22,20 |      |       |      |     |         |   |    |    |
| 1983 | 30,61 | 26,95 | 31,30 | APU  | 0,21  |       | 3,98     |       |      |       |      |     |         |   |    |    |
| 1985 | 22,63 | 33,93 | 18,85 | APU  | 0,87  | 3,58  | 13,81    |       |      |       |      |     |         |   |    |    |
| 1987 | 10,33 | 58,71 | 19,12 | CDU  | 0,33  | 2,29  | 3,03     |       |      |       |      |     |         |   |    |    |
| 1991 | 9,26  | 61,16 | 22,47 | CDU  |       | 2,04  | 0,95     | 0,76  |      |       |      |     |         |   |    |    |
| 1995 | 15,56 | 44,43 | 34,67 | CDU  | 0,21  | 2,01  |          |       |      |       |      |     |         |   |    |    |
| 1999 | 15,66 | 37,29 | 40,78 | CDU  |       | 1,67  | 0,43     | 1,02  |      |       |      |     |         |   |    |    |
| 2002 | 11,96 | 45,97 | 35,63 | CDU  | 1,39  |       | 1,55     |       |      |       |      |     |         |   |    |    |
| 2005 | 13,81 | 36,54 | 39,60 | CDU  | 1,66  | 3,68  |          |       |      |       |      |     |         |   |    |    |
| 2009 | 13,55 | 31,91 | 38,18 | CDU  | 2,22  | 8,75  |          |       |      |       |      |     |         |   |    |    |
| 2011 | 13,86 | 46,41 | 26,89 | CDU  | 2,24  | 3,90  | 0,54     |       |      |       |      |     |         |   |    |    |
| 2015 | PSD   | CDS   | 29,44 | CDU  | 2,45  | 6,74  | 0,49     | 50,75 | 0,32 |       |      |     |         |   |    |    |
| 2019 | 5,76  | 39,98 | 35,84 | CDU  | 1,49  | 5,97  | 1,57     |       | 0,51 | 0,75  | 0,58 |     |         |   |    |    |
| 2022 | 2,18  | 40,03 | 40,33 | CDU  | 1,11  | 2,42  | 0,56     | 0,45  | 6,50 | 3,32  |      |     |         |   |    |    |
| 2024 | AD    | AD    | 26,15 | CDU  | 38,45 | 1,00  | 2,60     | 1,18  | 1,43 | 19,71 | 3,24 |     |         |   |    |    |

## Economia
A Adega de Monção foi fundada em 11 de outubro de 1958 com 25 viticultores da região, em 2023 agrega 1 720 cooperantes. 